# FC Baník Ostrava
Maillots
Actualités
Le FC Baník Ostrava est un club tchèque de football basé à Ostrava. 
Ostrava est la ville la plus peuplée de Moravie. Elle a jadis été une importante ville minière (principalement l'extraction du charbon) et baník veut tout simplement dire mineur. Ce sont donc les Mineurs d'Ostrava.

## Historique
- 1922 : fondation du club sous le nom de SK Slezská Ostrava
- 1945 : le club est renommé SK Ostrava
- 1948 : le club est renommé Sokol Trojice Ostrava
- 1951 : le club est renommé Sokol OKD Ostrava
- 1952 : le club est renommé SO Baník Ostrava
- 1961 : le club est renommé TJ Baník Ostrava
- 1969 : 1re participation à une Coupe d'Europe (C3, saison 1969/70)
- 1970 : le club est renommé TJ Baník OKD Ostrava
- 1990 : le club est renommé FC Baník OKD Ostrava
- 1993 : le club est renommé FC Baník Tango Ostrava
- 1995 : le club est renommé FC Baník Ostrava

## Bilan sportif

### Palmarès
| Compétitions nationales | Compétitions nationales disparues | Compétitions internationales |
| - Championnat de Tchéquie : - Champion : 2004 - Championnat de Tchéquie de deuxième division : - Vice-champion : 2017 - Coupe de Tchéquie : - Vainqueur : 2005 - Finaliste : 2004, 2006, 2019 | - Championnat de Tchécoslovaquie : - Champion : 1976, 1980, 1981 - Vice-champion : 1954, 1979, 1982, 1983, 1989, 1990 - Championnat de Tchécoslovaquie de deuxième division : - Champion : 1937 (groupe Moravie), 1950, 1967 (groupe B) - Vice-champion : 1935 (groupe Moravie), 1936 (groupe Moravie) - Coupe de Tchécoslovaquie : - Vainqueur : 1973, 1978, 1991 - Finaliste : 1979 - Championnat du Protectorat de Bohême-Moravie de deuxième division : - Champion : 1942, 1943 - Vice-champion : 1941 | - Coupe Intertoto : - Vainqueur : 1970, 1974, 1976, 1979, 1985, 1988, 1989 - Coupe Mitropa : - Vainqueur : 1989 - Supercoupe Mitropa : - Vainqueur : 1989 |

### Bilan européen
Note : dans les résultats ci-dessous, le score du club est toujours donné en premier
| Saison    | Compétition         | Tour             | Club                 | Domicile | Extérieur | Total             |
| --------- | ------------------- | ---------------- | -------------------- | -------- | --------- | ----------------- |
| 2004-2005 | Ligue des champions | Troisième tour Q | Bayer Leverkusen     | 2 - 1    | 0 - 5     | 2 - 6             |
| 2004-2005 | Coupe UEFA          | Premier tour     | Middlesbrough FC     | 1 - 1    | 0 - 3     | 1 - 4             |
| 2005-2006 | Coupe UEFA          | Premier tour     | SC Heerenveen        | 2 - 0    | 0 - 5     | 2 - 5             |
| 2008-2009 | Coupe UEFA          | Troisième tour Q | Spartak Moscou       | 0 - 1    | 1 - 1     | 1 - 2             |
| 2010-2011 | Ligue Europa        | Deuxième tour Q  | WIT Georgia Tbilissi | 0 - 0    | 6 - 0     | 6 - 0             |
| 2010-2011 | Ligue Europa        | Troisième tour Q | Dniepr Mahiliow      | 1 - 2    | 0 - 1     | 1 - 3             |
| 2024-2025 | Ligue Conférence    | Deuxième tour Q  | FC Urartu            | 5 - 1    | 2 - 0     | 7 - 1             |
| 2024-2025 | Ligue Conférence    | Troisième tour Q | FC Copenhague        | 1 - 0 ap | 0 - 1     | 1 - 1 (1 - 2 tab) |
| 2025-2026 | Ligue Europa        | Deuxième tour Q  | Legia Varsovie       | 2 - 2    | 1 - 2     | 3 - 4             |
| 2025-2026 | Ligue Conférence    | Troisième tour Q | Austria Vienne       | 4 - 3    | 1 - 1     | 5 - 4             |
| 2025-2026 | Ligue Conférence    | Barrages Q       | NK Celje             | -        | -         | -                 |

Légende
- Victoire ou qualification pour le tour suivant
- Match nul
- Défaite ou élimination de la compétition

## Identité du club

### Changements de nom
- 1922 – SK Slezská Ostrava (Sportovní klub Slezská Ostrava)
- 1945 – SK Ostrava (Sportovní klub Ostrava)
- 1948 – Sokol Trojice Ostrava
- 1951 – Sokol OKD Ostrava (Sokol Ostravsko-karvinské doly Ostrava)
- 1952 – DSO Baník Ostrava (Dobrovolná sportovní organizace Baník Ostrava)
- 1961 – TJ Baník Ostrava (Tělovýchovná jednota Baník Ostrava)
- 1970 – TJ Baník Ostrava OKD (Tělovýchovná jednota Baník Ostrava Ostravsko-karvinské doly)
- 1990 – FC Baník Ostrava (Football Club Baník Ostrava, a.s.)
- 1994 – FC Baník Ostrava Tango (Football Club Baník Ostrava Tango, a.s.)
- 1995 – FC Baník Ostrava (Football Club Baník Ostrava, a.s.)
- 2003 – FC Baník Ostrava Ispat (Football Club Baník Ostrava Ispat, a.s.)
- 2005 – FC Baník Ostrava (Football Club Baník Ostrava, a.s.)

### Logos

Logo n°1
Logo n°2
Logo n°3
Logo n°4
Logo n°5
Logo n°6
Logo n°7
Logo n°8
Ancien logo du club

## Joueurs et personnalités du club

### Joueurs emblématiques
- Milan Baroš
- René Bolf
- Tomáš Galásek
- Marek Jankulovski
- Radoslav Látal
- Rostislav Vojacek
- Vaclav Sverkos

## Effectif actuel: Saison 2023-2024
Mise à jour le 18 février 2024.
| N° | Nat.                             | Poste | Nom du joueur   |
| -- | -------------------------------- | ----- | --------------- |
| 30 | Drapeau de la Tchéquie           | G     | Jiří Letáček    |
| 35 | Drapeau de la Tchéquie           | G     | Jakub Markovič  |
| 40 | Drapeau de la Tchéquie           | G     | Mikuláš Kubný   |
| 7  | Drapeau de la Tchéquie           | D     | Karel Pojezný   |
| 11 | Drapeau de la Bosnie-Herzégovine | D     | Eldar Šehić     |
| 15 | Drapeau du Ghana                 | D     | Patrick Kpozo   |
| 17 | Drapeau de la Tchéquie           | D     | Michal Frydrych |
| 19 | Drapeau de la Tchéquie           | D     | David Lischka   |
| 24 | Drapeau de la Tchéquie           | D     | Jan Juroška     |
| 26 | Drapeau de la Slovaquie          | D     | Filip Blažek    |
| 66 | Drapeau de la Slovaquie          | D     | Matúš Rusnák    |
| 77 | Drapeau de l'Angola              | D     | Gigli Ndefe     |
| 4  | Drapeau de la Croatie            | M     | Robert Mišković |

| No. | Nat.                    | Position | Nom du joueur   |
| --- | ----------------------- | -------- | --------------- |
| 5   | Drapeau de la Tchéquie  | M        | Jiří Boula      |
| 6   | Drapeau de la Tchéquie  | M        | Daniel Tetour   |
| 9   | Drapeau de la Tchéquie  | M        | David Buchta    |
| 10  | Drapeau de la Tchéquie  | M        | Matěj Šín       |
| 12  | Drapeau de la Slovaquie | M        | Tomáš Rigo      |
| 13  | Drapeau de la Tchéquie  | M        | Samuel Grygar   |
| 29  | Drapeau de la Tchéquie  | M        | Laco Takács     |
| 8   | Drapeau du Nigeria      | A        | Quadri Adediran |
| 20  | Drapeau du Nigeria      | A        | Abdullahi Tanko |
| 21  | Drapeau de la Tchéquie  | A        | Jiří Klíma      |
| 28  | Drapeau de la Tchéquie  | A        | Filip Kubala    |
| 32  | Drapeau du Brésil       | A        | Ewerton         |
| 70  | Drapeau du Nigeria      | A        | David Fadairo   |